# 格奥尔格·路德维希·冯·毛莱尔
格奥尔格·路德维希·冯·毛莱尔，或毛勒（德語：Georg Ludwig von Maurer，1790年11月2日—1872年5月9日），德国政治家，普法尔茨法学史家。他对于中世纪日耳曼人的马尔克公社土地所有制的研究影响了马克思对原始共产主义的论述。